# Болока, Даниэль
Даниэль Болока (итал. Daniel Boloca; 22 декабря 1998, Кьери) — итальянский и румынский футболист, полузащитник клуба «Сассуоло» и сборной Румынии.

## Биография

### Клубная карьера
Воспитанник туринского «Ювентуса». Профессиональную карьеру начал в 2017 году в словацком клубе «Татран», единственный матч за который сыграл 27 мая в игре последнего тура чемпионата Словакии против «Тренчина», появившись на замену на 85-й минуте. Летом 2017 года вернулся в Италию и в течение следующих трёх сезонов выступал за клубы Серии D. В ноябре 2020 года в качестве свободного агента присоединился к клубу «Фрозиноне».

### Карьера в сборной
В сентябре 2022 года впервые был вызван в сборную Румынии на матч Лиги наций, однако на поле не вышел. Дебютировал за сборную 17 ноября в товарищеском матче против Словении (1:2), в котором вышел на замену на 84-й минуте вместо Рэзвана Марина.

## Личная жизнь
Младший брат Габриэле Болока (р. 2001) также профессиональный футболист.